# Championnat de Pologne de football 2012-2013
Navigation
Ekstraklasa 2011-12 Ekstraklasa 2013-14
La saison 2012-2013 du championnat de Pologne de football est la 87e saison de l'histoire de la compétition, la 79e sous l'appellation « Ekstraklasa » (et la deuxième sous le nom T-Mobile Ekstraklasa). Le premier championnat dans la hiérarchie du football polonais oppose seize clubs en une série de trente rencontres, disputées selon le système aller-retour où les différentes équipes s'affrontent une fois par phase. La saison commence le 17 août 2012 et prend fin le 2 juin 2013.
Les trois premières places de ce championnat sont qualificatives pour les compétitions européennes que sont la Ligue des champions et la Ligue Europa. Une quatrième place est attribuée au vainqueur de la coupe nationale. Ayant progressé de quatre rangs au classement UEFA la saison précédente, le championnat de Pologne permet désormais au troisième de son classement 2012-2013 de commencer son parcours européen lors du deuxième tour de qualification de la Ligue Europa (et non plus au premier).
Le Piast Gliwice et le Pogoń Szczecin sont les deux clubs promus cette saison.
Le Śląsk Wrocław met son titre en jeu pour la deuxième fois de son histoire.
À l'issue de la 28e journée, profitant d'une défaite de son concurrent direct, le Lech Poznań, le Legia Varsovie remporte son neuvième titre de champion de Pologne, possédant six points d'avance et la différence particulière sur le Lech à deux journées de la fin. Le Legia réalise ainsi le doublé coupe-championnat, chose qui n'avait plus été faite en Pologne depuis dix ans et les victoires du Wisła Cracovie.
Quelques jours plus tard, la fédération polonaise annonce la relégation du Polonia Varsovie, ne lui ayant pas accordé de licence pour la saison suivante en raison d'importants impayés de salaires et de nombreuses dettes. Par conséquent, la 15e place du championnat n'est plus synonyme de descente.
Après l'avant-dernière journée, les quatre qualifiés européens sont connus : outre le Legia et le Lech, le Śląsk Wrocław et le Piast Gliwice (pourtant promu cette saison) représenteront la Pologne sur la scène européenne la saison suivante.
Au contraire, il faut attendre la dernière journée pour connaître le dernier relégué : à la lutte avec le Podbeskidzie Bielsko-Biała, le GKS Bełchatów termine finalement à la dernière place et rejoint l'édition 2013-2014 de la I liga.

## Les seize clubs participants

### Présentation
| \| Bełchatów Górnik Jagiellonia Korona Lech Lechia Legia Piast Podbeskidzie Pogoń Polonia Ruch Śląsk Widzew Wisła Zagłębie \| Localisation des clubs engagés dans le championnat. |
| Bełchatów Górnik Jagiellonia Korona Lech Lechia Legia Piast Podbeskidzie Pogoń Polonia Ruch Śląsk Widzew Wisła Zagłębie                                                           |

Champion de deuxième division la saison précédente, le Piast Gliwice retrouve le haut niveau après deux ans d'absence. Le Pogoń Szczecin, deuxième et qui comptait trois points de moins, revient lui dans l'élite après cinq ans passés en deuxième division. Ces deux équipes remplacent le ŁKS Łódź et le Cracovia, respectivement quinzième et seizième de première division en 2011-2012. Łódź retourne en deuxième division une année seulement après sa remontée, et le Cracovia après huit saisons passées dans l'élite, ce qui faisait de lui le quatrième club le plus « ancien » de première division. 
| Club                       | Dernière montée | Budget (en M€) | 2011- 2012 | Entraîneur actuel    | Depuis | Stade                      | Capacité théorique |
| -------------------------- | --------------- | -------------- | ---------- | -------------------- | ------ | -------------------------- | ------------------ |
| GKS Bełchatów              | 2005            | 1,9            | 14e        | Kamil Kiereś         | 2013   | Stade du GKS Bełchatów     | 5 238              |
| Górnik Zabrze              | 2010            | 3,6            | 8e         | Adam Nawałka         | 2010   | Stade Ernest-Pohl          | 3 000              |
| Jagiellonia Białystok      | 2007            | 4,8            | 10e        | Tomasz Hajto         | 2012   | Stade municipal            | 5 481              |
| Korona Kielce              | 2009            | 4,3            | 5e         | Leszek Ojrzyński     | 2011   | Stade municipal            | 13 823             |
| Lech Poznań                | 2002            | 11,2           | 4e         | Mariusz Rumak        | 2012   | Stade municipal            | 43 269             |
| Lechia Gdańsk              | 2008            | 5,7            | 13e        | Bogusław Kaczmarek   | 2012   | PGE Arena Gdańsk           | 43 615             |
| Legia Varsovie             | 1948            | 19,1           | 3e         | Jan Urban            | 2012   | Pepsi Arena                | 31 103             |
| Piast Gliwice              | 2012            | 4,2            | 1er (D2)   | Marcin Brosz         | 2010   | Stade municipal            | 10 037             |
| Podbeskidzie Bielsko-Biała | 2011            | 2,6            | 12e        | Czesław Michniewicz  | 2013   | Stade municipal            | 3 345              |
| Pogoń Szczecin             | 2012            | 4,3            | 2e (D2)    | Dariusz Wdowczyk     | 2013   | Stade municipal            | 17 783             |
| Polonia Varsovie           | 2008            | 3,6            | 6e         | Piotr Stokowiec      | 2012   | Stade Kazimierz Sosnkowski | 7 150              |
| Ruch Chorzów               | 2007            | 4,3            | 2e         | Jacek Zieliński      | 2012   | Stade municipal            | 5 700              |
| Śląsk Wrocław              | 2008            | 6,0            | 1er        | Stanislav Levý       | 2012   | Stade municipal            | 43 308             |
| Widzew Łódź                | 2010            | 3,6            | 11e        | Radosław Mroczkowski | 2011   | Stade Ludwik Sobolewski    | 9 967              |
| Wisła Cracovie             | 1995            | 9,5            | 7e         | Tomasz Kulawik       | 2012   | Stade Henryk Reyman        | 33 326             |
| Zagłębie Lubin             | 2009            | 8,3            | 9e         | Pavel Hapal          | 2011   | Stade du Zagłębie Lubin    | 16 068             |

Légende :
- Qualifié pour le deuxième tour de qualification de la Ligue des Champions 2012-2013.
- Qualifié pour le deuxième tour de qualification de la Ligue Europa 2012-2013.
- Qualifié pour le premier tour de qualification de la Ligue Europa 2012-2013.
- Promu de I liga.

### Changements d'entraîneurs en cours de saison
| Équipe         | Équipe | Entraîneur partant | Date de départ    | Remplacé par        | Date d'entrée en fonction |
| -------------- | ------ | ------------------ | ----------------- | ------------------- | ------------------------- |
| Śląsk Wrocław  | 9e     | Orest Lenczyk      | 31 août 2012      | Stanislav Levý      | 3 septembre 2012          |
| Ruch Chorzów   | 16e    | Tomasz Fornalik    | 5 septembre 2012  | Jacek Zieliński     | 5 septembre 2012          |
| GKS Bełchatów  | 16e    | Kamil Kiereś       | 25 septembre 2012 | Jan Złomańczuk      | 1er octobre 2012          |
| Wisła Cracovie | 11e    | Michał Probierz    | 1er octobre 2012  | Tomasz Kulawik      | 3 octobre 2012            |
| Podbeskidzie   | 16e    | Robert Kasperczyk  | 22 octobre 2012   | Marcin Sasal        | 29 octobre 2012           |
| GKS Bełchatów  | 16e    | Jan Złomańczuk     | 14 novembre 2012  | Michał Probierz     | 14 novembre 2012          |
| GKS Bełchatów  | 16e    | Michał Probierz    | 27 décembre 2012  | Kamil Kiereś        | 9 janvier 2013            |
| Podbeskidzie   | 15e    | Marcin Sasal       | 3 janvier 2013    | Dariusz Kubicki     | 4 janvier 2013            |
| Pogoń Szczecin | 13e    | Artur Skowronek    | 19 mars 2013      | Dariusz Wdowczyk    | 20 mars 2013              |
| Podbeskidzie   | 15e    | Dariusz Kubicki    | 20 mars 2013      | Czesław Michniewicz | 22 mars 2013              |

## Autour du championnat

### Pré-saison

#### Retrait du Polonia Varsovie
Au mois de juillet 2012, le président du Polonia Varsovie, Józef Wojciechowski, décide de se désengager du club. Alors que de nombreux joueurs partent vers d'autres équipes polonaises, il vend la licence du Polonia à Ireneusz Król, président du GKS Katowice. Celui-ci décide alors de créer un nouveau club, le KP Katowice, et lui destine à prendre la place du Polonia dans l'élite du football polonais. Finalement, devant la colère des supporters du Polonia et de Katowice, et celle de l'entourage de ces clubs, Ireneusz Król se ravise et prend la présidence du Polonia Varsovie, qui garde sa place dans l'élite du football polonais.

### La campagne européenne des clubs polonais

#### Tours de qualification
| Ligue des Champions | Ligue des Champions | Ligue des Champions | Ligue des Champions |
| Tour                | Club                | Adversaire          | Scores              |
| ------------------- | ------------------- | ------------------- | ------------------- |
| 2e                  | Śląsk Wrocław t     | Budućnost           | 0-2 / 0-1           |
| 3e                  | Śląsk Wrocław t     | Helsingborgs t      | 0-3 / 3-1           |

| Ligue Europa | Ligue Europa     | Ligue Europa | Ligue Europa |
| Tour         | Club             | Adversaire   | Scores       |
| ------------ | ---------------- | ------------ | ------------ |
| 1er          | Lech Poznań t    | Zhetysu      | 2-0 / 1-1    |
| 2e           | Lech Poznań t    | Khazar       | 1-1 / 1-0    |
| 2e           | Legia Varsovie t | Liepājas     | 2-2 / 5-1    |
| 2e           | Ruch Chorzów t   | Metalurg     | 3-1 / 0-3    |
| 3e           | Lech Poznań t    | AIK Solna    | 3-0 / 1-0    |
| 3e           | Legia Varsovie t | SV Ried      | 2-1 / 3-1    |
| 3e           | Ruch Chorzów     | Plzeň t      | 0-2 / 5-0    |
| Barr.        | Śląsk Wrocław    | Hanovre t    | 3-5 / 5-1    |
| Barr.        | Legia Varsovie   | Rosenborg t  | 1-1 / 2-1    |

| Rang | Rang | Évol. | Club           | Coefficient UEFA 2012 | Coefficient 2008-2012 | Coefficient 2012-2013 | Coefficient UEFA 2013 |
| 2012 | 2013 | Évol. | Club           | Coefficient UEFA 2012 | Coefficient 2008-2012 | Coefficient 2012-2013 | Coefficient UEFA 2013 |
| ---- | ---- | ----- | -------------- | --------------------- | --------------------- | --------------------- | --------------------- |
| 89   | 88   | +1    | Lech Poznań    | 22,483                | 22,150                | 1,500                 | 23,650                |
| 138  | 126  | +12   | Legia Varsovie | 11,983                | 11,650                | 2,000                 | 13,650                |
| 207  | 196  | +11   | Śląsk Wrocław  | 5,483                 | 5,150                 | 2,000                 | 7,150                 |
| 221  | 217  | +4    | Ruch Chorzów   | 4,983                 | 4,650                 | 1,500                 | 6,150                 |
| 20   | 21   | -1    | Pologne        | 19,916                | 18,250                | 2,500                 | 20,750                |

## Compétition

### Classement

#### Classement général
| Rang | Équipe                     | Pts | J  | G  | N  | P  | Bp | Bc | Diff |
| ---- | -------------------------- | --- | -- | -- | -- | -- | -- | -- | ---- |
| 1    | Legia Varsovie (C)         | 67  | 30 | 20 | 7  | 3  | 59 | 22 | +37  |
| 2    | Lech Poznań                | 61  | 30 | 19 | 4  | 7  | 46 | 22 | +24  |
| 3    | Śląsk Wrocław (T)          | 47  | 30 | 13 | 8  | 9  | 44 | 42 | +2   |
| 4    | Piast Gliwice (P)          | 46  | 30 | 13 | 7  | 10 | 41 | 41 | 0    |
| 5    | Górnik Zabrze              | 43  | 30 | 12 | 7  | 11 | 35 | 31 | +4   |
| 6    | Polonia Varsovie           | 42  | 30 | 11 | 9  | 10 | 45 | 34 | +11  |
| 7    | Wisła Cracovie             | 38  | 30 | 10 | 8  | 12 | 28 | 35 | -7   |
| 8    | Lechia Gdańsk              | 38  | 30 | 10 | 8  | 12 | 42 | 43 | -1   |
| 9    | Zagłębie Lubin -3,         | 37  | 30 | 11 | 7  | 12 | 38 | 37 | +1   |
| 10   | Jagiellonia Białystok      | 37  | 30 | 8  | 13 | 9  | 31 | 45 | -14  |
| 11   | Korona Kielce              | 36  | 30 | 9  | 9  | 12 | 32 | 37 | -5   |
| 12   | Pogoń Szczecin (P)         | 35  | 30 | 10 | 5  | 15 | 29 | 39 | -10  |
| 13   | Widzew Łódź                | 33  | 30 | 8  | 9  | 13 | 30 | 41 | -11  |
| 14   | Podbeskidzie Bielsko-Biała | 32  | 30 | 8  | 8  | 14 | 39 | 43 | -4   |
| 15   | Ruch Chorzów,              | 31  | 30 | 8  | 7  | 15 | 35 | 48 | -13  |
| 16   | GKS Bełchatów              | 31  | 30 | 7  | 10 | 13 | 24 | 38 | -14  |

| Légende : Qualifications et relégations | Légende : Qualifications et relégations                                                       |
| --------------------------------------- | --------------------------------------------------------------------------------------------- |
|                                         | Ligue des champions 2013-2014 (deuxième tour de qualification) : 1er                          |
|                                         | Ligue Europa 2013-2014 (deuxième tour de qualification) : 2e, 3e et vainqueur de la coupe     |
|                                         | Relégation en I liga : 16e                                                                    |
|                                         | Relégation administrative (en division régionale)                                             |
|                                         | (T) : Tenant du titre (C) : Vainqueur de la Coupe de Pologne (P) : Promu de deuxième division |

### Tableau des rencontres
| Résultats (▼dom., ►ext.)                                   | BEŁ | GÓR | JAG | KOR | LPO | LGD | LEG | PIA | POD | POG | PVA | RUC | ŚLĄ | WID | WIS | ZAG |
| GKS Bełchatów                                              |     | 2-0 | 1-1 | 1-1 | 0-1 | 1-1 | 0-2 | 1-3 | 2-1 | 0-1 | 0-5 | 0-3 | 1-0 | 0-0 | 0-0 | 3-2 |
| Górnik Zabrze                                              | 2-0 |     | 1-2 | 2-0 | 0-1 | 2-0 | 2-2 | 1-0 | 0-1 | 0-0 | 0-4 | 2-0 | 4-1 | 3-1 | 0-1 | 0-2 |
| Jagiellonia Białystok                                      | 2-2 | 1-1 |     | 0-0 | 0-1 | 0-2 | 0-3 | 0-2 | 2-1 | 1-0 | 2-0 | 1-0 | 0-3 | 2-2 | 2-2 | 0-0 |
| Korona Kielce                                              | 1-0 | 1-0 | 5-0 |     | 0-1 | 0-1 | 3-2 | 4-0 | 2-1 | 2-1 | 1-1 | 2-1 | 1-1 | 0-0 | 1-1 | 1-0 |
| Lech Poznań                                                | 0-0 | 0-0 | 0-2 | 2-0 |     | 4-2 | 1-3 | 4-0 | 0-2 | 1-1 | 0-1 | 4-0 | 0-3 | 4-0 | 1-0 | 3-1 |
| Lechia Gdańsk                                              | 1-1 | 0-2 | 2-3 | 3-2 | 2-0 |     | 1-2 | 1-2 | 1-2 | 1-1 | 1-3 | 4-4 | 2-3 | 2-0 | 0-0 | 2-2 |
| Legia Varsovie                                             | 0-0 | 3-0 | 1-2 | 4-0 | 1-0 | 1-0 |     | 3-2 | 3-1 | 3-1 | 1-1 | 3-0 | 5-0 | 1-0 | 2-1 | 2-0 |
| Piast Gliwice                                              | 2-3 | 1-2 | 1-1 | 1-1 | 0-3 | 2-0 | 0-0 |     | 1-0 | 1-0 | 1-1 | 1-3 | 3-2 | 1-2 | 2-0 | 1-1 |
| Podbeskidzie                                               | 1-1 | 1-3 | 4-0 | 1-1 | 2-3 | 2-3 | 1-2 | 1-2 |     | 2-1 | 0-1 | 1-2 | 1-1 | 2-2 | 1-1 | 1-1 |
| Pogoń Szczecin                                             | 0-1 | 1-0 | 1-1 | 2-1 | 0-2 | 0-2 | 0-3 | 0-2 | 2-0 |     | 3-1 | 1-0 | 0-3 | 1-1 | 2-0 | 4-0 |
| Polonia Varsovie                                           | 0-1 | 1-1 | 1-1 | 2-0 | 1-2 | 1-1 | 1-2 | 1-1 | 2-1 | 2-0 |     | 2-1 | 2-2 | 3-1 | 1-2 | 0-1 |
| Ruch Chorzów                                               | 2-1 | 0-0 | 1-1 | 1-1 | 0-4 | 0-1 | 0-0 | 1-2 | 1-3 | 2-3 | 2-1 |     | 1-1 | 3-0 | 1-2 | 2-1 |
| Śląsk Wrocław (T)                                          | 2-1 | 2-1 | 3-3 | 2-0 | 1-1 | 1-1 | 1-0 | 1-3 | 1-1 | 1-0 | 2-1 | 1-0 |     | 2-1 | 3-0 | 0-2 |
| Widzew Łódź                                                | 1-0 | 1-1 | 3-0 | 1-0 | 0-1 | 1-2 | 1-1 | 1-1 | 1-2 | 1-3 | 3-2 | 2-0 | 2-1 |     | 1-2 | 0-0 |
| Wisła Cracovie                                             | 2-1 | 1-3 | 0-0 | 3-0 | 0-1 | 1-0 | 1-2 | 1-2 | 0-0 | 2-0 | 1-3 | 1-1 | 1-0 | 1-0 |     | 0-1 |
| Zagłębie Lubin                                             | 1-0 | 1-2 | 2-1 | 2-1 | 0-1 | 0-3 | 2-2 | 2-1 | 1-2 | 3-0 | 0-0 | 2-3 | 4-0 | 0-1 | 4-1 |     |
| - Victoire à domicile - Match nul - Victoire à l'extérieur |     |     |     |     |     |     |     |     |     |     |     |     |     |     |     |     |

### Joueur et entraîneur du mois Ekstraklasa SA et Canal +
| Mois      | Joueur                       | Entraîneur                    |
| --------- | ---------------------------- | ----------------------------- |
| Août      | Arkadiusz Milik (Górnik)     | Radosław Mroczkowski (Widzew) |
| Septembre | Marek Saganowski (Legia)     | Adam Nawałka (Górnik)         |
| Octobre   | Abdou Razack Traoré (Lechia) | Adam Nawałka (Górnik)         |
| Novembre  | Jakub Kosecki (Legia)        | Jan Urban (Legia)             |
| Mars      | Emilijus Zubas (Bełchatów)   | Kamil Kiereś (Bełchatów)      |
| Avril     | Róbert Demjan (Podbeskidzie) | Mariusz Rumak (Lech)          |

Chaque mois, l'organisateur du championnat, Ekstraklasa SA, en collaboration avec Canal+, le diffuseur principal, désigne cinq joueurs et trois entraîneurs qui ont marqué le championnat sur le terrain sportif. Ceux-ci sont ensuite soumis au vote des capitaines et entraîneurs des seize clubs de première division, qui ne peuvent pas désigner un membre de leur équipe.
Sur les douze nominations, seul un homme apparaît plus d'une fois : il s'agit d'Adam Nawałka, entraîneur du Górnik Zabrze désigné meilleur tacticien des mois de septembre et d'octobre, et qui emmènera ses joueurs à la cinquième place du classement.
Sept clubs sont représentés, et ce sont le Legia Varsovie, champion de Pologne, et le Górnik Zabrze (trois fois) qui le sont le plus.

### Récompenses individuelles de fin de saison
À l'issue de la saison, une cérémonie (le Gala Ekstraklasy) est organisée par la ligue, à la SOHO Factory de Varsovie. Elle vise à récompenser les meilleurs joueurs du championnat par catégorie et le meilleur entraîneur, qui sont désignés par le vote de tous les joueurs et entraîneurs du championnat. 
Le grand gagnant de cette cérémonie est Róbert Demjan du Podbeskidzie Bielsko-Biała, qui en plus de son titre de meilleur buteur remporte ceux de joueur et d'attaquant de la saison. Emilijus Zubas (GKS Bełchatów) est nommé meilleur gardien, Artur Jędrzejczyk (Legia Varsovie) meilleur défenseur et Sebastian Mila (Śląsk Wrocław) meilleur milieu de terrain. La révélation de la saison, Bartosz Bereszyński, et le meilleur entraîneur, Jan Urban, appartiennent tous deux au Legia, club le plus représenté. Enfin, le prix du fair-play est décerné au Górnik Zabrze et celui du plus beau but à Przemysław Kaźmierczak du Śląsk.

### Bilan de la saison
| Tableau d'Honneur |                |
| Compétition       | Vainqueur      |
| Ekstraklasa       | Legia Varsovie |
| Coupe de Pologne  | Legia Varsovie |

| Promotions et relégations               |                   |
| Relégués en I liga                      | GKS Bełchatów     |
| Relégué en IV liga (administrativement) | Polonia Varsovie  |
| Promus de I liga                        | Zawisza Bydgoszcz |
| Promus de I liga                        | Cracovia          |

| Qualifications européennes 2013-2014 |                |
| Ligue des champions                  | Qualifié       |
| 2e tour de qualification             | Legia Varsovie |
| Ligue Europa                         | Qualifiés      |
| 2e tour de qualification             | Lech Poznań    |
| 2e tour de qualification             | Śląsk Wrocław  |
| 2e tour de qualification             | Piast Gliwice  |

## Statistiques
| 14 buts - Róbert Demjan (Podbeskidzie Bielsko-Biała) 12 buts - Vladimer Dvalishvili (Polonia Varsovie (7 buts) puis Legia Varsovie) - Danijel Ljuboja (Legia Varsovie) 11 buts - Michal Papadopulos (Zagłębie Lubin) - Bartosz Ślusarski (Lech Poznań) Source : ekstraklasa.org | 12 passes décisives - Sebastian Mila (Śląsk Wrocław) 9 passes décisives - Miroslav Radović (Legia Varsovie) 7 passes décisives - Łukasz Teodorczyk (Polonia Varsovie (5 passes) puis Lech Poznań) - Paweł Golański (Korona Kielce) Source (non officielle) : ekstraklasa.wp.pl |

### Moyenne de buts marqués par journée
Ce graphique représente le nombre de buts marqués (598 au total cette saison) lors de chaque journée. Il est également indiqué la moyenne totale sur la saison, qui est de 19,93 buts par journée (soit 2,49 par match).

### Affluences moyennes
Ce graphique présente pour chaque club la moyenne par match des affluences enregistrées dans leur stade. Cette saison, elle s'établit dans le championnat à 8 314 spectateurs. Exactement 1 995 259 spectateurs ont assisté à un match d'Ekstraklasa, dont 40 632 pour la rencontre Lech Poznań – Legia Varsovie, la plus prolifique dans ce domaine. La cinquième journée a rassemblé le plus de spectateurs (102 786).

## Aspects financiers

### Sponsors

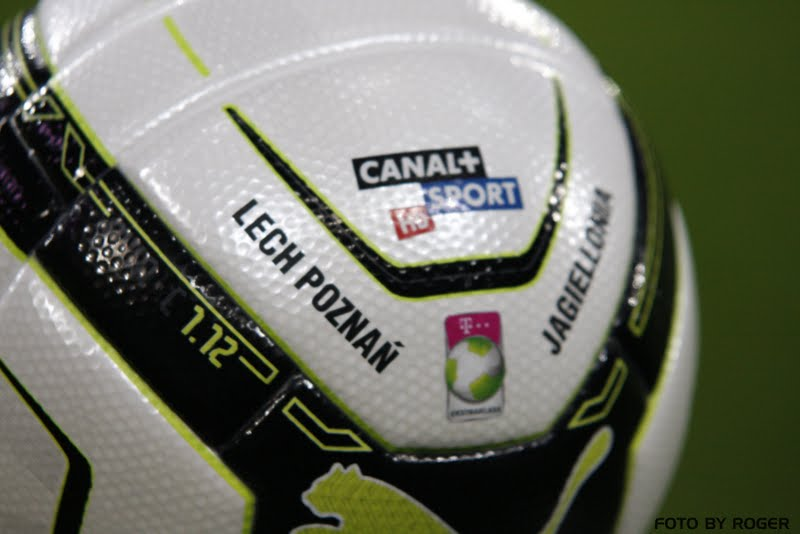
Le ballon officiel.

Pour la deuxième saison consécutive, l'opérateur de téléphonie mobile allemand T-Mobile, très présent en Pologne, est le sponsor principal de l'Ekstraklasa. Signé le 21 juillet 2011, le contrat, qui lie la marque au championnat jusqu'à la fin de cette édition 2012-2013, lui permet – en plus de placer son nom dans le titre officiel du championnat et son image dans son logo – d'être présent sur le maillot de toutes les équipes ainsi que les panneaux publicitaires entourant le terrain, les stades et les infrastructures des clubs.
Les ballons sont toujours fournis par l'équipementier allemand Puma.

### Couverture médiatique
Comme depuis quelques années, Canal+ Polska est le détenteur majeur des droits du championnat de Pologne de football, et est en mesure de retransmettre l'ensemble des rencontres. Il a en effet remporté l'appel d'offres le 11 mai 2011 et renouvelé son accord avec la ligue, qui lui assure la couverture médiatique complète de l'Ekstraklasa jusqu'en mai 2014. Cependant, des sous-licences sont une nouvelle fois accordées à d'autres groupes de télévision, Polsat et Eurosport. Polsat, qui a comme Canal+ la possibilité de présenter son magazine sportif, couvre quatre matches à chaque journée, tandis qu'Eurosport 2 ne peut retransmettre qu'une seule rencontre. En août 2012, TVP prolonge son contrat avec Ekstraklasa SA concernant la diffusion de tous les buts du championnat et y apporte la possibilité de retransmettre en direct jusqu'à deux matches par semaine.
Au niveau européen, la chaîne de télévision allemande Sportdigital.tv, disponible sur le câble « dans le lot » Sky Deutschland, possède les droits de l'Ekstraklasa depuis février 2012 et diffuse trois matches par semaine. Cette chaîne possède également les droits des championnats italien, néerlandais et américain. Peu avant le début du championnat, Ekstraklasa SA, organisateur de la compétition, annonce que la chaîne britannique Sports Tonight Live a également acheté les droits du championnat et projette de diffuser trois matches par journée. En Israël, Sport 5 retransmet tous les matches du Wisła Cracovie.
Fin mars 2013, Canal+ prolonge d'une saison son contrat avec la ligue,.